# X-Motor
X-Motoren sind Hubkolbenmotoren mit vier Zylinderreihen, die x-förmig angeordnet sind. Sie kamen als Flugtriebwerke zum Einsatz, beispielsweise der italienische Isotta Fraschini Zeta und der US-amerikanische Packard 1A-2775. Dies waren 24-zylindrige Motoren, ebenso wie der US-amerikanische Allison X-4520, der deutsche Daimler-Benz DB-604 sowie der britische Rolls-Royce Vulture. Die letzten drei Beispiele sind jedoch präziser als Reihensternmotoren mit 24 Zylindern einzuordnen, da die Zylinderbankwinkel jeweils 90° betragen (symmetrisch).

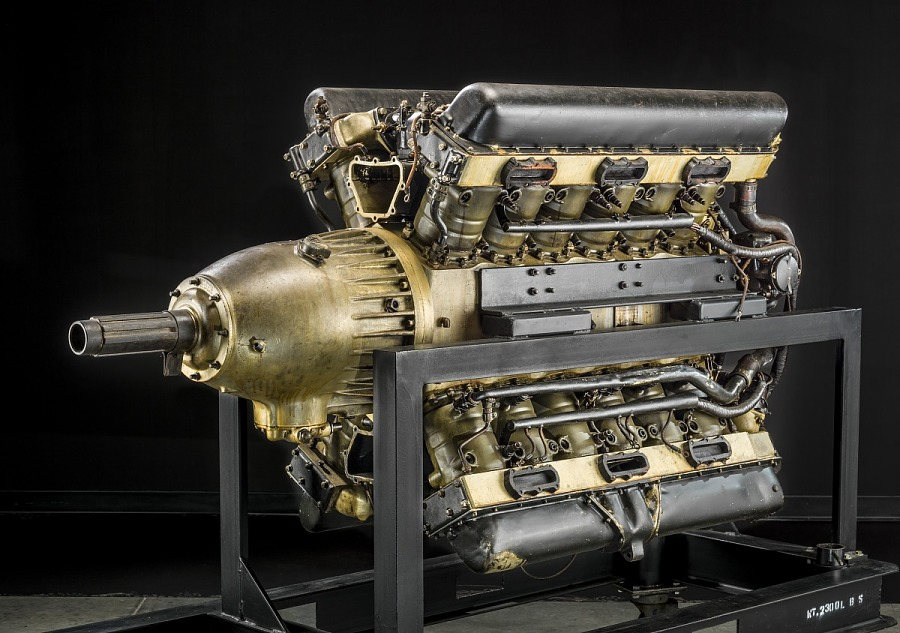
Packard 1A-2775 im National Air and Space Museum

Ein moderner X-Motor ist der Tscheljabinsker Dieselmotor A-85-3A (12N360), der etwa 1.103 kW (1.500 PS) leistet und als Antrieb des russischen Kampfpanzers T-14 dient.

## Formen
Es existieren mehrere Formen von X-Motoren:
- Eine ist symmetrisch – d. h. alle vier Zylinderbänke liegen in 90°-Winkeln um die Kurbelwelle (90°/90°/90°/90°). Diese Form ist aufgrund ihrer Symmetrie – analog zum symmetrischen V-Motor (180°) und dem symmetrischen Y-Motor (120°/120°) – besser als ein Stern- bzw. Reihensternmotor anzusehen.
- Eine andere Bauform hat dagegen die jeweils gegenüberliegenden zwei Zylinderbänke in von 90° verschiedenen Winkeln angeordnet (z. B. 120°/60°/120°/60°).
- Bei der dritten Variante sind drei Zylinderbänke im gleichen Winkel angeordnet – also z. B. 45°/45°, wobei sich der dritte und vierte Zylinderbankwinkel in diesem Falle zu 135° berechnet.

Symmetrische Bauform (90°/90°/90°/90°)
120°/60°/120°/60°
45°/45°/135°/135°

## Vorteile
Der Vorteil der X-Motor-Konstruktion gegenüber Reihen-, Boxer-, V-, W- oder Y-Motor ist, dass pro Motorbaulänge verhältnismäßig viele Zylinder und damit viel Hubraum sowie Leistung untergebracht werden können.